# ディオレッツァ (小惑星)
ディオレッツァ (20461 Dioretsa) は、彗星のような細長い軌道を持つ小惑星。近日点は小惑星帯に、遠日点はエッジワース・カイパーベルトにある。軌道傾斜角が非常に大きく、惑星や多くの小惑星とは逆方向に公転している。
リンカーン研究所のサーベイによって発見された。初めて見つかった逆行小惑星であることから、"asteroid" の綴りを逆にして "dioretsa" と名付けられた。